# Municipio de Guittard
El municipio de Guittard (en inglés: Guittard Township) es un municipio ubicado en el condado de Marshall en el estado estadounidense de Kansas. En el año 2010 tenía una población de 373 habitantes y una densidad poblacional de 4,02 personas por km².

## Geografía
El municipio de Guittard se encuentra ubicado en las coordenadas 39°52′29″N 96°24′13″O / 39.87472, -96.40361. Según la Oficina del Censo de los Estados Unidos, el municipio tiene una superficie total de 92.89 km², de la cual 92,68 km² corresponden a tierra firme y (0,23 %) 0,21 km² es agua.

## Demografía
Según el censo de 2010, había 373 personas residiendo en el municipio de Guittard. La densidad de población era de 4,02 hab./km². De los 373 habitantes, el municipio de Guittard estaba compuesto por el 97,32 % blancos, el 0,54 % eran afroamericanos, el 0,8 % eran amerindios, el 0,54 % eran de otras razas y el 0,8 % eran de una mezcla de razas. Del total de la población el 4,02 % eran hispanos o latinos de cualquier raza.